# Copera annulata
Copera annulata е вид водно конче от семейство Platycnemididae. Видът не е застрашен от изчезване.

## Разпространение
Разпространен е в Китай (Гуейджоу, Дзянсу, Съчуан, Хубей, Хъбей, Хънан, Шънси и Юннан), Северна Корея, Южна Корея и Япония (Кюшу, Хокайдо, Хоншу и Шикоку).

## Описание
Популацията на вида е стабилна.